# Skeeter Henry
Herman Henry III (Dallas, Texas, 8 de diciembre de 1967), conocido como «Skeeter» Henry, es un exjugador de baloncesto estadounidense. Con 2.01 de estatura, jugaba en la posición de alero.

## Equipos
- High School. South Grand Prairie, Texas.
- 1986-88 Midland College.
- 1988-90 University of Oklahoma.
- 1990-91 Pensacola Tornados.
- 1991-92 Birmingham Bandits.
- 1992-94 JDA Dijon.
- 1993-94 Phoenix Suns. Juega siete partidos.
- 1994-95 JDA Dijon. 15 partidos
- 1994-95 Grand Rapids Mackers. Juega nueve partidos.
- 1994-95 Real Madrid.
- 1995-96 Sioux Falls Skyforce. Juegan 14 partidos.
- 1995-96 Liga de Venezuela. Panteras de Miranda.
- 1996-97 Montpellier Basket.
- 1997-98 Cholet Basket.
- 1998-99 Toulouse Spacer's.
- 1999-00 Liga de Portugal. Illiabum Clube.
- 2000-01 JDA Dijon.
- 2000-01 Liga de Bélgica. Bree BC.
- 2001-02 Scafati Basket. 1 partido
- 2001-02 STB Le Havre.